# Sjatin

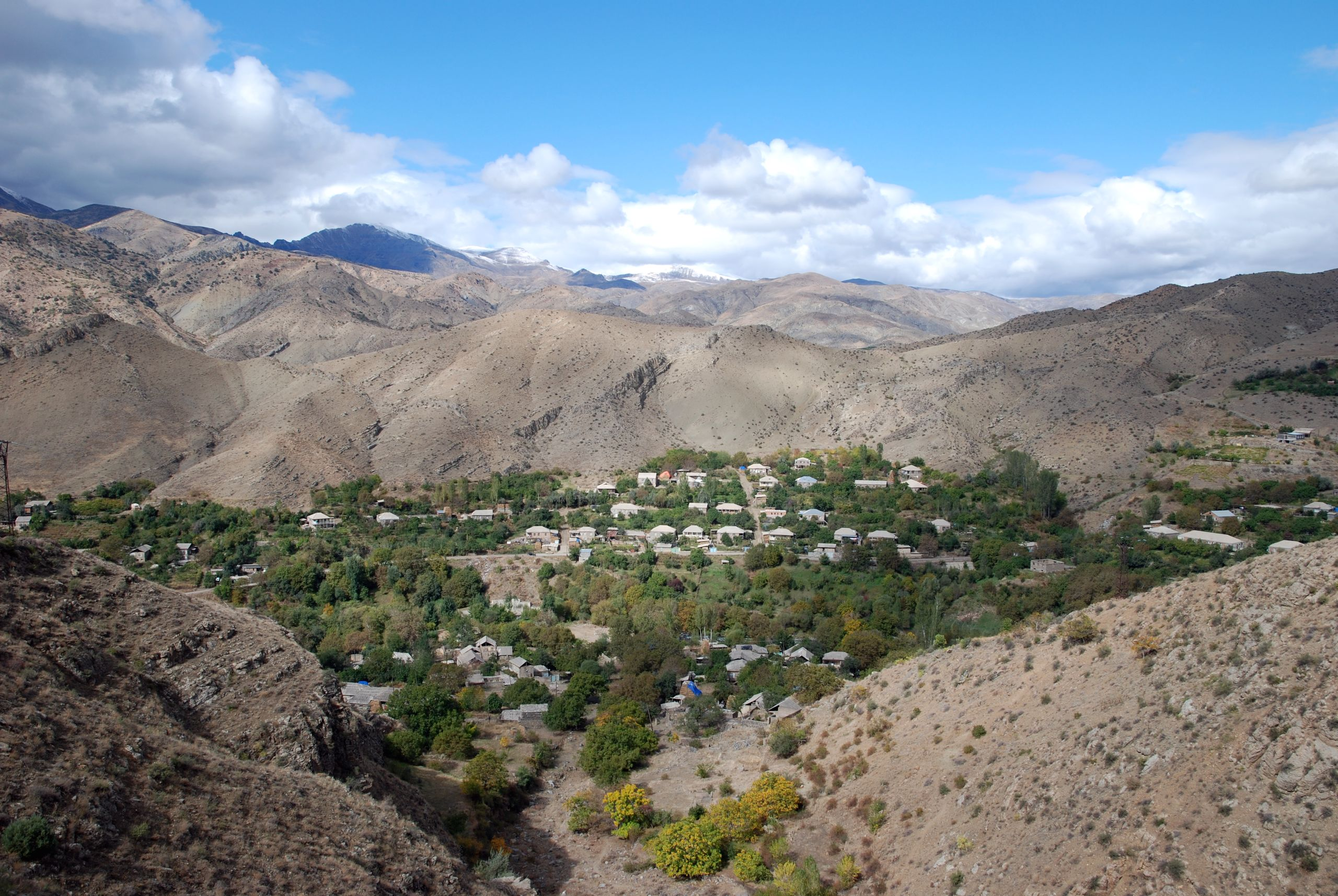
Sjatin uit net noordoosten

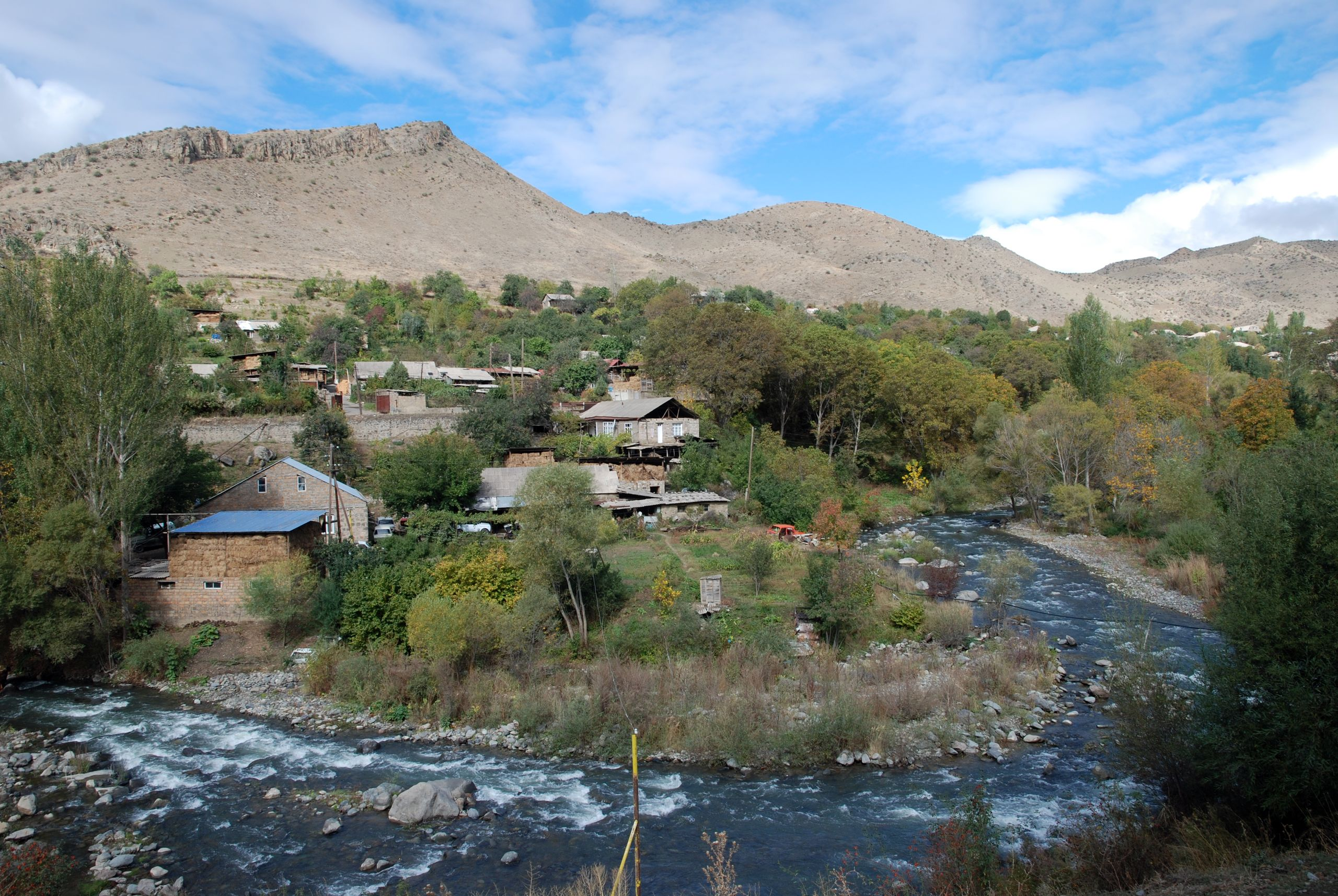
Centrum en Yeghegis

Sjatin (Armeens: Շատին), ook gespeld: Shatin, is een dorp en gemeente (hamaynkner) met 2013 inwoners (2008) in de Zuid-Armeense provincie Vajots Dzor, ten noordwesten van de provinciehoofdstad Jechegnadzor. Tot 1935 heette de plaats 'Hasankend' (Hasankand),
Sjatin ligt op 1251 meter hoogte in het dal van de Yeghegis, een 47 km lange zijrivier van de Arpa, aan de M10, die over de Selim-Pas naar de zuidoever van het Sevanmeer voert. De dorpskern ligt een halve kilometer oostelijk van de M10 op de breedste plaats van het rivierdal. Op de heuvelrug rijst de ruïne van de middeleeuwse vesting Smbataberd, vanaf waar men ook het in de bergen verborgen voormalig klooster Tsaghats Kar kan bereiken.
De plaats heeft ook in verbinding met het 17e-eeuwse klooster Sjatinvank.
De boerderijen zijn er omgeven door moestuintjes en boomgaarden. In halfopen schuren wordt hooi als wintervoeder bewaard.
Als brandstof worden kreupelhout en gedroogde koeienvlaaien gebruikt.
Nabij Sjatin zijn op de Yeghegis twee (van de zes geplande) kleine waterkrachtcentrales actief.